# Фомина, Екатерина Георгиевна
Екатери́на (Катери́на) Гео́ргиевна Фомина́ (род. 15 мая 1992, Москва) — российская журналистка, сотрудница изданий «Новая газета» (2011—2019), «Важные истории» (2020—2024) и «Дождь» (с 2024), главный редактор русскоязычной версии издания Coda Story (2020) и издания «Гласная» (2021). Лауреатка премии «Профессия — журналист» и ежемесячной журналистской премии «Редколлегия».

## Биография
Родилась в Москве. В 2014 году закончила факультет журналистики МГУ.
В 2011—2019 годах — корреспондентка «Новой газеты». Писала на темы домашнего насилия, психологических проблем подростков, прав ЛГБТ и прав женщин.
По состоянию на 2019 год училась в магистратуре в области прав человека и демократизации (англ. Human Rights and Democratization) в Тбилиси.
В 2020 году стала главным редактором перезапущенной русскоязычной версии Coda Story. В 2021 году была главным редактором издания «Гласная», посвящённого гендерному равноправию.
C 2020 по как минимум 2024 год работала в издании «Важные истории». В 2021 году издание объявили СМИ «иностранным агентом», а в феврале 2022 года — «нежелательной организацией», после чего Фомина вместе с другими журналистами издания уехала из России и в целях безопасности не раскрывает своё местонахождение.
С 2024 года — журналистка «Дождя».
В январе 2024 года МВД РФ возбудило против Фоминой уголовное дело по статье о дискредитации армии РФ (п. «д» ч. 2 ст. 207.3 УК РФ), а в июне объявило в розыск. 31 марта 2025 года Дорогомиловский районный суд города Москвы приговорил Фомину к 8,5 годам лишения свободы заочно.
Также публиковалась на сайте openDemocracy, в изданиях «Батенька, да вы трансформер» и «Такие дела», на сайте Центра по исследованию коррупции и организованной преступности. Являлась приглашённым автором в Пулицеровском центре.

### Убийства в Андреевке
В августе 2022 года Фомина опубликовала в издании «Важные истории» статью «Командир дал приказ: „В расход их“», которая рассказывает об убийствах, совершённых российскими военными в селе Андреевка Киевской области. Фомина ездила туда, расследовала преступления российских военных и идентифицировала их при помощи фотографий, оставленных на телефоне местного жителя.
Она взяла интервью у российского военного Даниила Фролкина, в котором тот признался в совершённом им убийстве мирного жителя и назвал имена командиров, отдававших приказы о расстреле мирных жителей. В марте 2023 года Фролкин был арестован и приговорён российским судом к 5,5 годам условного срока по статье о статье о «фейках» о российской армии. В январе 2024 года на Фомину было возбуждено уголовное дело по той же статье.
Главный редактор «Новой газеты» Дмитрий Муратов на вопрос «Назовите топ-5 журналистских материалов, которые появились после начала войны» поставил расследование Фоминой «Командир дал приказ: „В расход их“» на первое место.

## Награды и номинации
В 2015 году была награждена первой премией в конкурсе «Преодоление», проводимом Всероссийским общество инвалидов совместно с Союзом журналистов России, за публикации «Я тебя обнимаю сердцем» и «„Росток“ пробивается. С трудом», вышедшие в «Новой газете».
С публикациями в «Новой газете» выходила в финалисты конкурса Российского совета по международным делам «Молодые журналисты-международники» в категории «Лучшее интервью по международной проблематике»:
- в 2016 году с публикацией «Станция Идомени, конечная» о лагере из десятков тысяч беженцев, застрявших в греческом Идомени[26],
- в 2017 году с публикацией «Встреча на прощальной косе» о выбрасывающихся на берег Новой Зеландии и умирающих там дельфинов-гринд[27].

В 2019 году вместе с фотографом Владом Докшиным вошла в шортлист премии Европейской прессы со статьёй «Иду на ВИЧ», опубликованной в «Новой газете».
В августе 2022 года стала лауреаткой ежемесячной журналистской премии «Редколлегия» за статью «Командир дал приказ: „В расход их“», вышедшую в издании «Важные истории».
В 2022 году стала лауреаткой премии «Профессия — журналист» в двух номинациях:
- совместно с Ириной Долининой в номинации «Видеосюжет» за фильм «Беженцы 2022»,
- в номинации «Расследование» за экранизацию статьи «Командир дал приказ: „В расход их“».

В 2025 году получила главный приз конкурса «АртдокСеть» Международного фестиваля документального кино «Артдокфест» за фильм «Плен» (телеканал «Дождь», 2024).

## Избранные работы
- Е. Фомина. «Росток» пробивается. С трудом. Новая газета (18 декабря 2014). Архивировано 7 января 2023 года.
- Е. Фомина. Я тебя обнимаю сердцем. Новая газета (10 августа 2015). Архивировано 7 января 2023 года.
- Е. Фомина. Станция Идомени, конечная. Новая газета (7 апреля 2016). Архивировано 7 января 2023 года.
- Е. Фомина. Встреча на Прощальной косе. Новая газета (18 мая 2017). Архивировано 7 января 2023 года.
- Е. Фомина, В. Докшин. Иду на ВИЧ. Новая газета (11 мая 2018). Архивировано 11 января 2019 года.
- Е. Фомина. Командир дал приказ: «В расход их». Важные истории (15 августа 2022).